# لوسيان كارون
لوسيان كارون هو سياسي كندي، ولد في 10 فبراير 1929 في مونتريال في كندا، وتوفي في 29 سبتمبر 2003 في كندا. حزبياً، نشط في حزب كيبيك الليبرالي. وقد انتخب عضو الجمعية الوطنية في كيبك ‏.